# Клейф Герман Давидович
Клейф Герман Давидович, також Клейф Григорій (псевдоніми: Грицько Кохнівченко, Грицько Хохнивченко, Кн. Нью—Сионский) (нар. бл. 1853, Кременчук) — український та єврейський поет, новеліст, перекладач.

## Життєпис
Біографічні дані уривчасті.
Народився близько 1853 року в Кременчузі. Навчався в Технологічному інституті і був висланий з Петербурга через неблагонадійність під поліцейській нагляд (1879). Згодом працював креслярем в Миколаївській міській управі, де підпав під переслідування через єврейське походження.
Друкував новели в Одесі, Миколаєві (в 1885—1909). В 1871 в Одесі надрукував коротку поетичну збірку «Первоцвіт» під псевдонімом Грицько Кохнівченко з власними віршами та перекладом з Олександра Пушкіна; пізніше перекладав прозу Миколу Гоголя.

## Видання
- Грицько Кохнівченко. Перво́цвіт. — Одесса : въ друкарні Ульриха и Шульце, 1871. — 16 с.
- Зачароване місто: Оповіданє / Пер. з московського Герман Клейф. — Николаев : Русская паровая типо-литогр, 1907. — 12 с.
- Загублена грамота: Билиця оповідана дячком ***ськоі церкви / Переклав на українську мову Герман Клейф. — Миколаєв : Рус. паровая типо-литогр, 1909?. — 18 с. — (Укр. народнє вид. Г. Д. Клейфа у Миколаєві; No 1)
- Зачароване місце / Пер. Г. Клейфа. — Миколаїв : Народне укр. вид, 1909.
- «Пропала грамота» (Миколаїв, 1922)